# Bagle (компьютерный вирус)
Bagle (также известен как Beagle или Bagel) — компьютерный червь, распространяющийся по электронной почте. Впервые был обнаружен 18 января 2004 года. Был сделан для кражи информации и создания ботнета для рассылки спама. У червя есть целая куча вариаций, все запрограммированы деактивироваться в определённое время. Скорее всего, все они были сделаны в Австралии.

## Версии вируса и их различия

### Bagle.A
Первая версия вируса, Bagle.A, появилась 18 января 2004 года. Распространялась по электронной почте, рассылая письма с вредоносными вложениями. Вложение является случайно названным .EXE-файлом с иконкой программы Windows Calculator и имеет длину 15,872 байт. При скачивании вложения на устройство червь открывает программу калькулятора, а также скрытно от пользователя копирует себя в директорию под названием «bbeagle.exe» и создаёт определённые ключи реестра. Затем червь скачивает бэкдор, который обеспечивает удалённый доступ к заражённому компьютеру и связывается с портом 6777. Иногда он может загрузить троян Mitglieder, код которого основан на коде Bagle. Затем червь ищет электронные адреса в файлах адресной книги Windows и распространяется по электронной почте дальше. При этом игнорируются электронные адреса, содержащие в названии строку «.r1», «@windows», «@avp», «@hotmail.com» или «@msn.com», чтобы не попадаться на глаза компании Microsoft. Вирус деактивировался 29 января 2004.

### Bagle.B
Bagle.B была обнаружена 17 февраля 2004. Единственное различие заключается в том, что рассылаемое вложение теперь упаковано.

### Bagle.C
Bagle.C была обнаружена 27 февраля 2004. Теперь вложения рассылаются с иконкой Excel, изменены заголовки для сообщений.

### Bagle.D
Bagle.D была обнаружена 28 февраля 2004, спустя всего день после версии .C. Иконка вложений изменена на стандартную для файлов.

### Bagle.F
Bagle.F была обнаружена ещё спустя день, 29 февраля. Как дополнительный метод распространения начинают использоваться P2P-сети, распространяемые по этим сетям файлы используют различные заманчивые названия.

### Bagle.I
Bagle.I была обнаружена 3 марта 2004. В коде вируса содержалось оскорбление в адрес автора червя Netsky. Теперь распространяемые вирусом письма приходят якобы от «Лаборатории Касперского».

### Bagle.N
Bagle.N была обнаружена 13 марта 2004. Эта версия стала менее обнаружимой для антивирусов и использовала методы полиморфизма.

### Более поздние версии
Помимо представленных выше, у Bagle есть ещё куча версий  (.AD, .AE, .AF и др.), эти и другие версии научились удалять с заражаемых компьютеров червя NetSky в качестве конкуренции в сфере киберпреступности и блокировать доступ к антивирусным сайтам. На 26 июля 2004 у червя имелось 35 версий.